# Cavalaria mecanizada e blindada

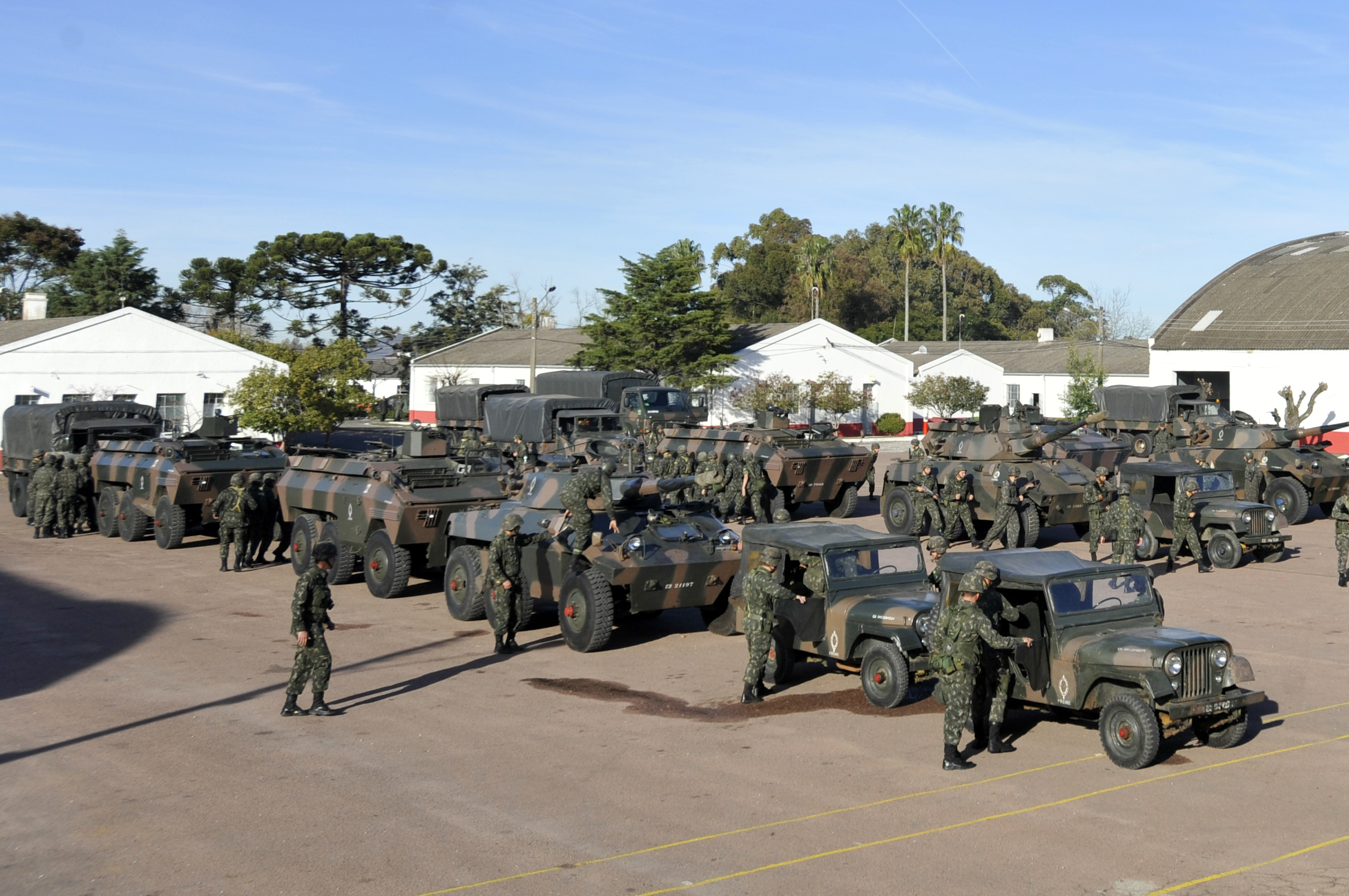
Cavalaria brasileira: o 3° Regimento de Cavalaria Mecanizado

Nos exércitos, a cavalaria mecanizada e a cavalaria blindada são tipos de tropas usando veículos blindados para missões clássicas de cavalaria como reconhecimento, segurança dos flancos, ação retardadora e ofensivas. Ela emergiu no período entreguerras do século XX pela mecanização da antiga cavalaria hipomóvel. As novas tecnologias como o carro de combate colocaram em cheque as instituições de cavalaria. Em alguns exércitos ela manteve o nome, acumulando os adjetivos de mecanizada ou blindada, e em outros, a cavalaria foi extinta e existem apenas as forças mecanizadas e blindadas. Os cavalos foram aposentados durante e após a Segunda Guerra Mundial. Isso foi mais demorado nos países menos desenvolvidos, como no Brasil, onde o processo só terminou nas reformas militares do final dos anos 1960. Por analogia com as antigas missões a cavalo, os carros de combate seriam os couraceiros (cavalaria pesada), os blindados mais leves seriam os lanceiros, ulanos e hussardos e os fuzileiros embarcados seriam os dragões (infantaria montada).
Nos anos antes da Segunda Guerra Mundial os exércitos francês, britânico e americano tinham forças mecanizadas altamente móveis, mas com pouca blindagem e poder de fogo, para missões de cavalaria como incursões e perseguição. Elas eram distintas das forças mecanizadas “pesadas”. Os exércitos alemão e soviético também tinham alguns blindados em funções de cavalaria. Durante a guerra, unidades de reconhecimento com carros blindados realizaram missões de cavalaria. Britânicos e canadenses incluíram carros de combate nos regimentos de reconhecimento, que acabaram usados como forças blindadas comuns. Os alemães tinham carros blindados mais pesados para o reconhecimento, podendo lutar pela informação.

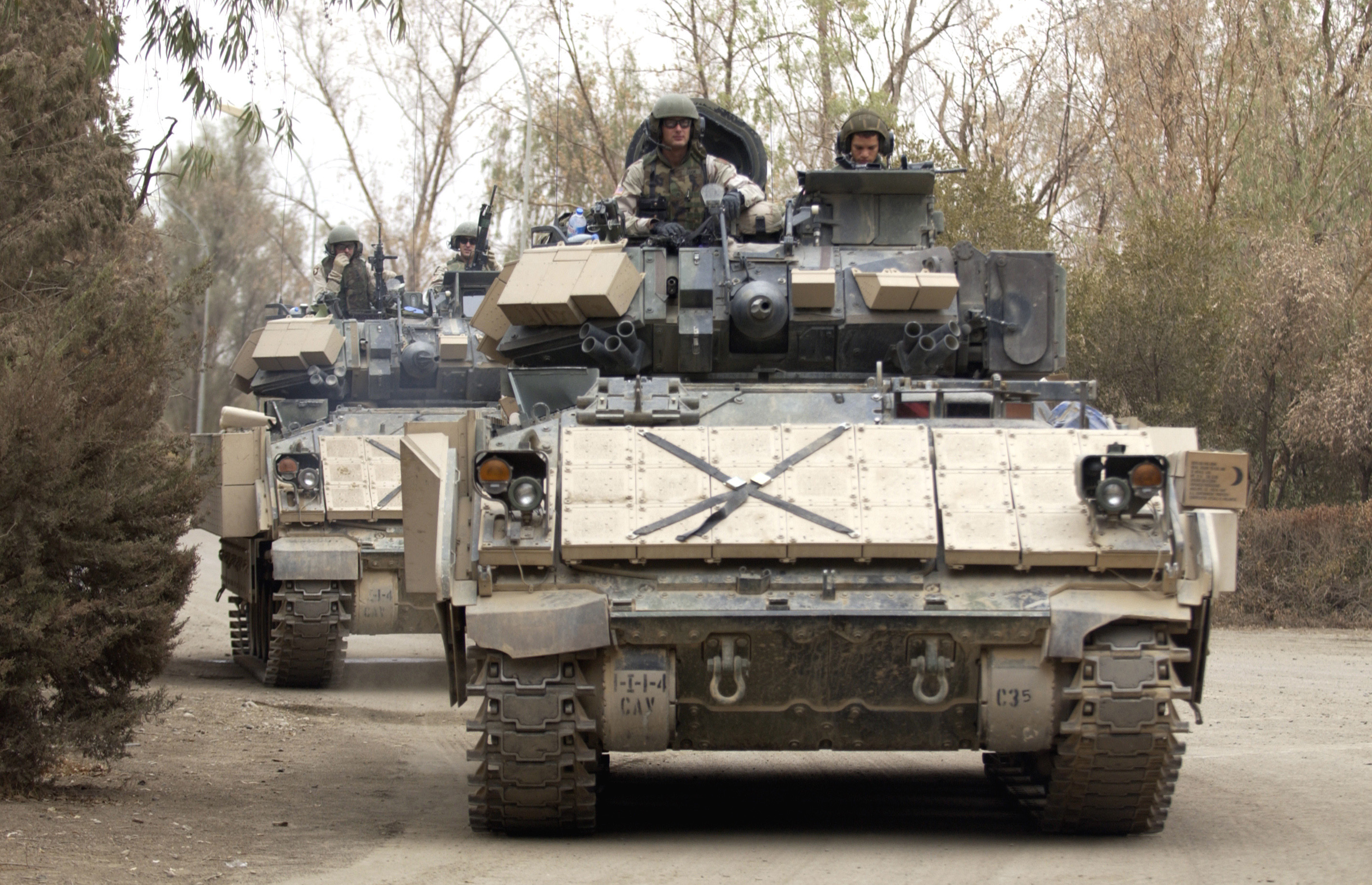
Cavalaria blindada americana: en

A cavalaria mecanizada americana deveria realizar o reconhecimento pela infiltração, evitando o combate. Na prática, combateu com frequência e realizou muitas missões além do reconhecimento. Suas unidades foram reforçadas e, após a guerra, transformadas na cavalaria blindada. A Arma Blindada americana, onde estavam as divisões com carros de combate, desenvolveu-se distinta da cavalaria. Na Guerra do Golfo (1990–1991) a cavalaria blindada americana já tinha muito mais blindagem e poder de fogo, chegando a usar carros de combate. Suas funções eram teoricamente o reconhecimento e segurança, mas a cavalaria também foi usada pelos comandantes como parte do esforço principal devido a seu poder de choque blindado.
No Exército Brasileiro, há diferença entre cavalaria blindada e mecanizada, e regimentos e brigadas de ambos os tipos. A cavalaria mecanizada usa blindados mais leves, sobre rodas, como o EE-9 Cascavel e EE-11 Urutu, para reconhecimento e segurança. Já a cavalaria blindada usa veículos sobre lagartas, com maior poder de fogo e blindagem. A Brigada de Cavalaria Blindada, idêntica à Brigada de Infantaria Blindada desde 2004, tem dois Regimentos de Carros de Combate (que também pertencem à cavalaria) e dois Batalhões de Infantaria Blindados. O Regimento de Cavalaria Blindado tem dois esquadrões de carros de combate e dois de fuzileiros blindados, idênticos à infantaria blindada. A cavalaria blindada usa o Leopard 1, M60 e M113. Na evolução da cavalaria brasileira, não houve arma blindada independente. A cavalaria blindada brasileira incorporou a antiga Divisão Blindada. Em 1977, fontes americanas se referiram à cavalaria mecanizada brasileira como uma cavalaria blindada. A Brigada de Cavalaria Mecanizada brasileira, criada nos anos 70, é semelhante ao Armored Cavalry Regiment americano contemporâneo.
O Exército Argentino tem a cavalaria de tanques, com o Tanque Argentino Mediano, e de exploração, com o Panhard AML.  O Exército Colombiano tem grupos de cavalaria mecanizada semelhantes à cavalaria mecanizada brasileira. O Exército Peruano tem cavalaria blindada com veículos sobre lagartas — o carro de combate leve AMX-13 (considerado de reconhecimento) e o viaturas blindadas de transporte de pessoal (VBTP) M113 — e os VBTPs sobre rodas UR-416, Fiat 6614 e 6616 e BRDM-2. O Exército Nacional da Venezuela tem cavalaria blindada sobre lagartas com o Scorpion-90,  para reconhecimento, e  cavalaria mecanizada sobre rodas, com o V-100, V-150 e Dragoon ASV. Peruanos e venezuelanos têm carros de combate em unidades sem a designação de cavalaria.